# Seneca (volk)
De Seneca (Seneca: Onödowáʼga: (Bewoners van de grote heuvel)) zijn een inheems volk uit Noord-Amerika, een van de Six Nations van de Irokezen. De inheemse bewoners woonden al geruime tijd in Noord-Amerika, voordat de Europeanen kwamen. Oorspronkelijk leefde het volk ten zuiden van het Ontariomeer. Sinds de 21e eeuw zijn er meer dan 10.000 Seneca in de Verenigde Staten verdeeld over drie erkende stammen. Ook in Canada wonen er Seneca, nabij Brantford, Ontario.